# ¿A quién le importa?
«¿A quién le importa?» és una cançó del grup Alaska y Dinarama llançada el 1986 amb l'àlbum No es pecado.
Va ser el segon senzill de l'àlbum a Europa, i el tercer a Amèrica. La lletra fa referència a la llibertat i la independència de l'individu, al marge dels prejudicis dels altres. Encara que no es refereix a l'homosexualitat, els col·lectius gais van entendre-la com un himne i s'ha convertit en una icona de la cançó dels anys 80.
El 2010, Alaska i Nacho Canut van tornar a versionar-la en versió electrònica amb el grup Fangoria.

## Informació
La música i la lletra de la cançó van ser escrits per Ignacio Canut i Carlos Berlanga, el grup espanyol dels 80 Alaska y Dinarama. La cantant original va ser el vocalista del grup Olvido Gara, Alaska. La cançó va ser un èxit entre la joventut de l'època, en part per la vostra carta a rebel·lar-se i l'oposició als prejudicis socials que critiquen i reprimeixen la diferència. La cançó estava pensat per a l'àlbum No es pecado.
Més tard, el 2010 la cançó va ser tornada a gravar per Fangoria format per Alaska i Nacho Canut, antics membres de Dinarama. La cançó es va incloure als seus àlbums El paso trascendental del vodevil a la astracanada i en el disc en directe titulat Operación Vodevil, publicat el 2011.
El tema ha estat classificats per la revista Rolling Stone, en el número 52 de les 200 millors cançons del pop-rock en espanyol, segons el rànquing publicat el 2010.

## Vídeoclips

### Vídeoclip d'Alaska y Dinarama
Aquest videoclip es va gravar eln 1986 pel senzill. Es va rodar en un escenari del programa que llavors presentava Alaska anomenat La bola de cristal, on es podia veure com Olvido ballava en una plataforma amb una multitud de persones, mentre que feia la reproducció.
Sobre ella hi havia una bola de discoteca que girava sense parar i darrere un tobogan en el qual lliscava Alaska en un altre videoclip.
Pel que fa a la vestimenta d'Olvido es podria dir que era la que comunament portava gairebé tots els dies que tenia concert.
Lucía una jaqueta platejata a conjunt amb una faldilla, amb la cinta que sostenia la seva trossa de rastes i amb les seves llargues botes.

### Videoclip deThalía
El vídeo musical per a la cançó el va dirigir Jeb Brien i es va rodar a Manhattan. En aquest vídeo, Thalía mostra un aspecte punk i realitza la seva cançó en un club gai. Miri Ben-Ari, que toca el violí en la cançó, també apareix un moment en aquest vídeo. El vídeo es va emetre la tardor de 2002.

### Videoclip de Fangoria
El vídeo musical de Fangoria es va gravat el 2011 al famós Benidorm Palace on més tard es promocionaria les cançons de l'àlbum i es gravarien pel següent àlbum Operación Vodevil.
En el principi del videoclip apareixen uns ballarins lluint una vestimenta extravagant mentre ballen la introducció de la cançó. Segueixen ballant i apareix Olvido envoltada d'unes ballarines (també amb una vestimenta extravagant). Mentre Alaska balla, les ballarines posen en la introducció.
Quan Olvido comença a fer el playback apareix de sobte Nacho tocant el seu teclat electrònic.
En el videoclip Alaska porta diferents vestits que van ser usats al llarg de la gira Operació Vodevil, com per exemple un de molt colorit de làtex i un altre negre amb transparències.

## Versions oficials
A continuació es mostra una llista de les versions oficials de la cançó:
Versions d'Alaska y Dinarama
- Versió de l'àlbum - 3:24
- Club mix - 7:20

Versió de Thalia
- Versió de l'àlbum - 3:58
- Versió editada per ràdio - 4:02

Versions de Fangoria
- Versió de l'àlbum - 4:04
- Versió enregistrada en directe per Operación Vodevil - 3:58